# Prosity
Prosity [prɔˈɕitɨ] (German Prossitten) là một ngôi làng thuộc khu hành chính của Gmina Bisztynek, thuộc hạt Bartoszycki, Warmińsko-Mazurskie, ở miền bắc Ba Lan.